# Церово (округ Крупіна)
Церово (словац. Cerovo) — село, громада в окрузі Крупіна, Банськобистрицький край, центральна Словаччина, традиційний регіон Гонт. Кадастрова площа громади — 30,28 км². Населення — 589 осіб (за оцінкою на 31 грудня 2017 р.).
Перша згадка 1275 року.

## Географія
Протікає річка Мала Літава .

## Населення
| Рік:            | 1994. | 2004.    | 2014.   | 2024.   |
| --------------- | ----- | -------- | ------- | ------- |
| Кількість осіб: | 656   | 578      | 573     | 562     |
| Різниця:        |       | -11,89 % | -0,86 % | -1,91 % |

| Рік:            | 2023. | 2024.   |
| --------------- | ----- | ------- |
| Кількість осіб: | 558   | 562     |
| Різниця:        |       | +0,71 % |